# جيمس هنري بيرد
جيمس هنري بيرد (بالإنجليزية: James Henry Beard)‏ هو رسام أمريكي، ولد في 20 مايو 1812 في بوفالو في الولايات المتحدة، وتوفي في 4 أبريل 1893 في فلاشينغ ‏ في الولايات المتحدة.